# Douelle
Douelle is een gemeente in het Franse departement Lot (regio Occitanie). De plaats maakt deel uit van het arrondissement Cahors. Douelle telde op 1 januari 2022 834 inwoners.

## Geografie
De oppervlakte van Douelle bedroeg op 1 januari 2022 8,77 vierkante kilometer; de bevolkingsdichtheid was toen 95,1 inwoners per km².

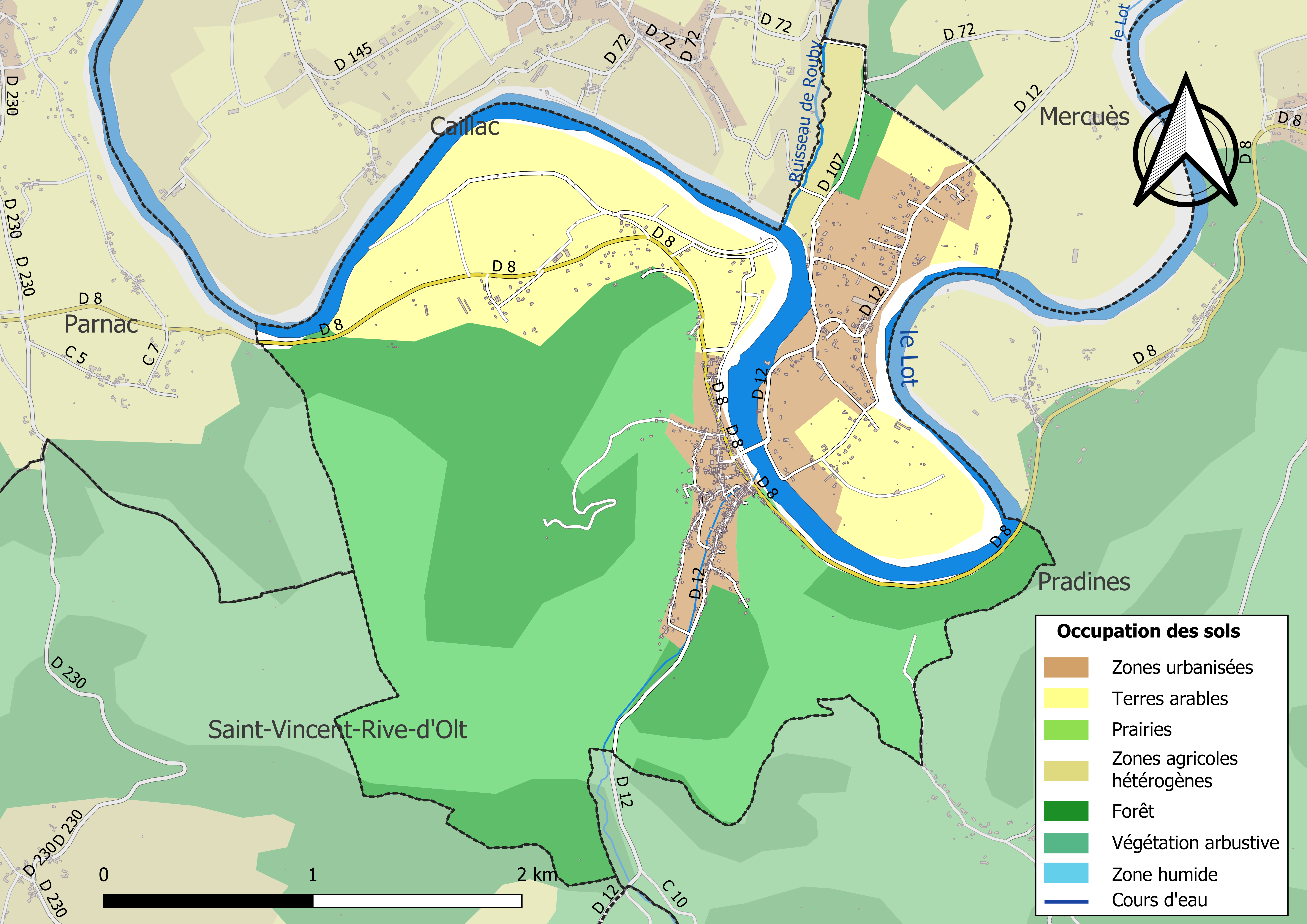
Kaart van de gemeente met de belangrijkste infrastructuur, bodemgebruik en omliggende gemeenten

## Demografie
Onderstaande figuur toont het verloop van het inwonertal (bron: INSEE-tellingen).